# Nick Castle
Nick Castle (nombre completo: Nicholas Charles Castle, Jr.; Los Ángeles, California, 21 de septiembre de 1947) es agente, guionista y director de cine estadounidense, más conocido por haber interpretado a Michael Myers en la primera película de Halloween.

## Biografía
Nick Castle nació en Los Ángeles, California, es hijo de Millie Granata y de Nicholas Charles Castle (1910-1968), quien era agente y coreógrafo de televisión y fue nominado para un premio Emmy. De niño, Castle apareció a menudo como suplente o en papeles menores en las películas de su padre. Estudió cine en la USC, donde trabajó como camarógrafo para la película The Resurrection of Broncho Billy.
Aparece en los créditos de Major Payne, Dennis the Menace, The Last Starfighter, y Connors' War como director, Escape from New York y Hook como guionista, y Tap como escritor y guionista. Interpretó a Michael Myers en 1978 en la película Halloween, dirigida por su compañero de la USC, John Carpenter. En la actualidad ha vuelto a interpretar en 2018 el papel de Michael Myers
Durante la filmación de la película Halloween, Nick Castle cobró veinticinco dólares diarios por interpretar a Michael Myers.
El proyecto más reciente de Castle es el guion para August Rush, un drama dirigido por Kirsten Sheridan e interpretado por Freddie Highmore, Jonathan Rhys-Meyers, Robin Williams y Keri Russell, lanzado en 2007.
Nick Castle ganó un Premio Saturno por haber escrito El chico que podía volar. Otros premios: Raven de plata (por Delivering Milo), Grand Prize (por The Last Starfighter).